# Canterano
Canterano est une commune italienne de la ville métropolitaine de Rome Capitale dans la région Latium en Italie.

## Géographie
Canterano est situé dans la haute vallée de l'Aniene, au centre des monts Ruffiens aux confins de Subiaco et des monts Simbruins. Canterano est attenant aux communes d'Agosta (Italie), Gerano, Rocca Canterano, Rocca Santo Stefano, et Subiaco.
La seule frazione de Canterano est Madonna della Pace.

## Administration
| Période                                  | Période      | Identité         | Étiquette     | Qualité |
| ---------------------------------------- | ------------ | ---------------- | ------------- | ------- |
| 16 mai 2011                              | 21 juin 2016 | Pierluca Dionisi | liste civique |         |
| 22 juin 2016                             | en cours     | Mariano Teodori  | liste civique |         |
| Les données manquantes sont à compléter. |              |                  |               |         |

## Culture et patrimoine
Les monuments civils et religieux sont :
- L'église San Mauro
- L'église Santa Maria
- L'église San Rocco
- L'église Sant'Antonio
- Le sanctuaire de la Madonna degli Angeli à Maonna
- Le mur militaire polygonal
- Les grottes de Bucia Buciera

## Personnalités liées à la commune
- Armando Dionisi, politicien né à Canterano en 1949.
- Petru Giovacchini (1910-1955), médecin et politicien corse mort à Canterano.